# José Manuel Zapico
José Manuel Zapico Cano (Antequera, 10 de abril de 1967), popularmente conocido como Virutas, es un periodista deportivo, fotógrafo y escritor español especializado en Fórmula 1 y automovilismo.

## Biografía
Nacido en la localidad malagueña de Antequera, estudió Filología Inglesa en la Universidad de Málaga, además de estudiar inglés y alemán en la Escuela Oficial de Idiomas. Obtuvo un máster en comunicación y protocolo por la Escuela de Protocolo de Madrid, además de varios cursos relacionados con la Comunicación Audiovisual y sobre todo con la fotografía.
En 1988 empezó a trabajar en Canal Sur Radio, donde sigue enrolado como técnico y periodista. Durante los siguientes años trabajó como corresponsal y fotógrafo en diversos medios periodísticos, como El Sol de España, El Mundo, Tribuna, Fortuna Sports o Interviú.
En 1998 se enrola por primera vez en un campeonato de automovilismo importante, trabajando para el departamento de comunicación del Open by Nissan, donde estaría hasta 2001. En 2004 y hasta 2006, repetiría trabajo en el Campeonato de España de Fórmula 3 y en el Campeonato de España de GT. Ese último año y hasta 2008 pasó a ser director de comunicación de los campeonatos de España de Supercross, de Freestyle y de Legends Cars.
En 2009 aprovechando su experiencia en el mundillo del motor decide fundar la web Virutas de Goma, donde recogió principalmente noticias, opiniones y experiencias personales en forma de historietas o relacionadas con la actualidad de la Fórmula 1. Dos años después deja de lado la web al ser nombrado editor jefe de la web TheF1.com, donde estaría hasta 2012. Durante estos años trabaja también en la radio Onda Cero como corresponsal de F1 en su programa No son horas. En 2013 revive la web bajo el nombre VirutasF1, siendo cerrada recientemente. Desde ese año ha seguido escribiendo de Fórmula 1 en JotDown, Soymotor.es, Diario AS, Motor.es y Extraconfidencial.

## Libros y reconocimientos
Además de realizar charlas y conferencias, en los últimos años José Manuel ha escrito diversos libros relacionados principalmente con la categoría reina del automovilismo:
- Virutas de Goma: Formula 1 en píldoras para enfermos de velocidad con prólogo de Marc Gené (2012)
- Virutas de Goma: sólo por tres puntos con prólogo de Jaime Alguersuari (2013)[3][4]
- Virutas de Goma: el príncipe azul ya tiene cuatro con prólogo de Sergio Pérez (2014)[5]
- Los locos del volante” Volumen 1 con prólogo de Jo Ramírez (2014)
- Los locos del volante” Volumen 2 con prólogo de Roberto Merhi (2014)
- Virutas de Goma: bajo las estrellas con prólogo de Adrián Campos (2015)
- Virutas de Goma: Temporada 2015 con prólogo de Raymond Blancafort (2016)
- Virutas de Goma. Nico: el campeón paciente con prólogo de Pastor Maldonado (2017)
- Virutas de Goma: Implacable Lewis con prólogo de Joan Villadelprat (2018)
- Virutas de Goma: la estrella que se cambió de universo con prólogo de Alfonso de Orleans (2019)

Y ha recibido los siguientes reconocimientos:
- Premio Safety Cast a Mejor Periodista de F1 en 2013, 2014 y 2015
- Premio Safety Cast a Mejor Comunicador en redes sociales en 2017